# Terytorium Nevady

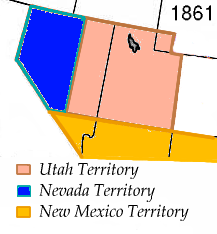
Mapa nie przedstawia Terytorium Arizony, które wyodrębniło się z Nowego Meksyku w 1863 roku

Terytorium Nevady – terytorium zorganizowane powołane do życia 2 marca 1861 roku. 31 października 1864 roku zostało przyjęte do Unii jako trzydziesty szósty stan. Powstało poprzez secesję z Terytorium Utah, nazywanego również Washoe od rdzennych mieszkańców tych terenów.
Mimo znacznych złóż srebra, populacja górników nie wzrastała na tyle, by zagwarantować powstanie stanu. Trwała wojna secesyjna, dlatego abolicjonistyczne poglądy mieszkańców i zapotrzebowanie Unii na srebro, przezwyciężyły problem demograficzny.
W 1862 i 1866 roku przyłączono do stanu dalsze tereny Terytorium Utah oraz fragmenty Terytorium Arizony. W 1867 r. Kongres Stanów Zjednoczonych zdecydował o przeniesieniu hrabstwa Pah-Ute, (dzisiaj jest to hrabstwo Clark) z Terytorium Arizony do Nevady. Aż do XX wieku trwały spory z Kalifornią o przebieg granicy przez jezioro Tahoe oraz granicy południowej wzdłuż trzydziestego piątego równoleżnika równolegle z rzeką Kolorado.
Stolicą zostało Carson City. Jedynym gubernatorem był James Warren Nye (na jego cześć nazwano hrabstwo Nye). Na stanowisku sekretarza Terytorium powołano Oriona Clemensa – starszego brata Marka Twaina. Skarbnikiem był John Henry Kinkead, późniejszy trzeci z kolei gubernator.